# Meiler

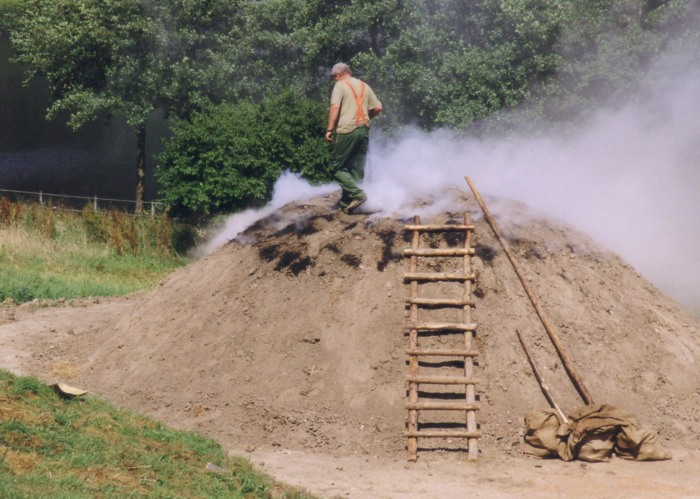
Kolenmeiler in een Duits openluchtmuseum (2004)

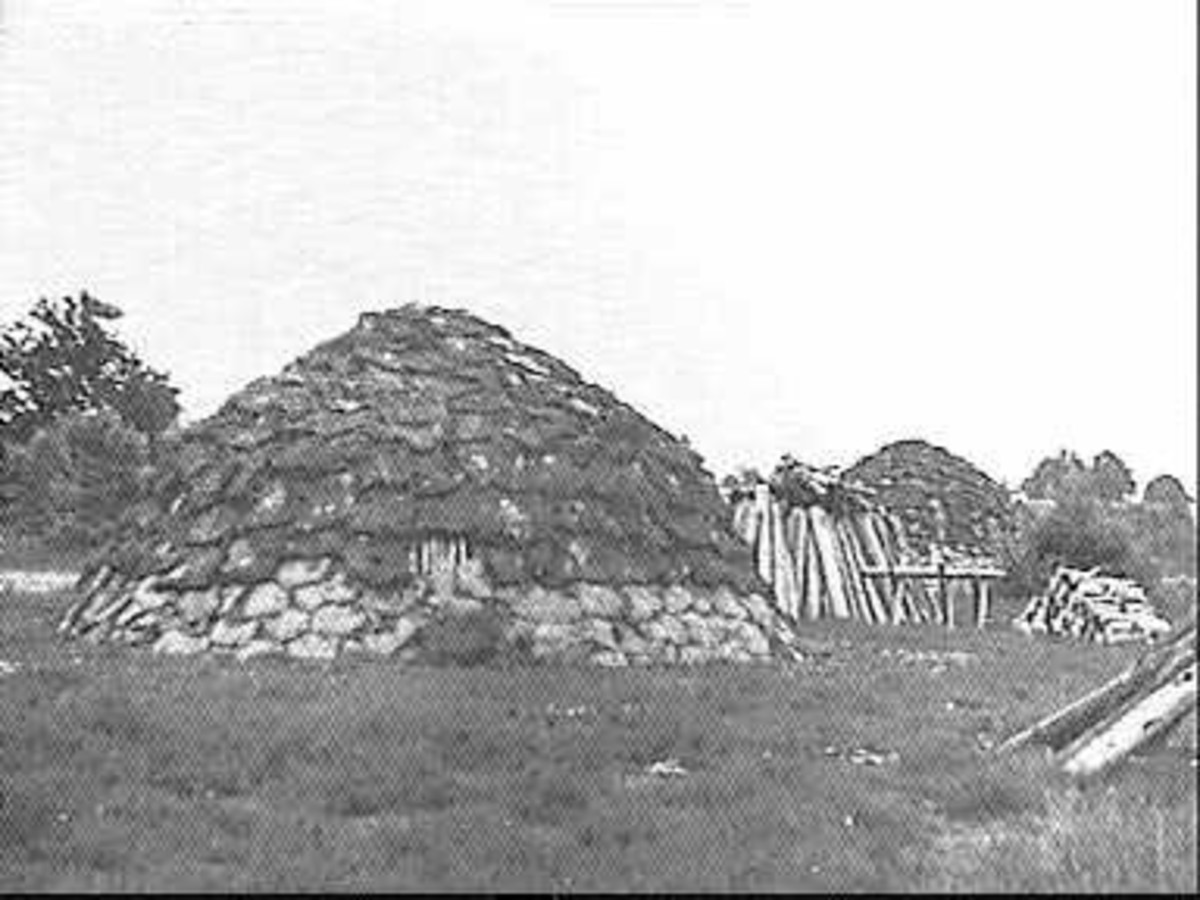
Houtskoolbranderij in Nederland (1937)

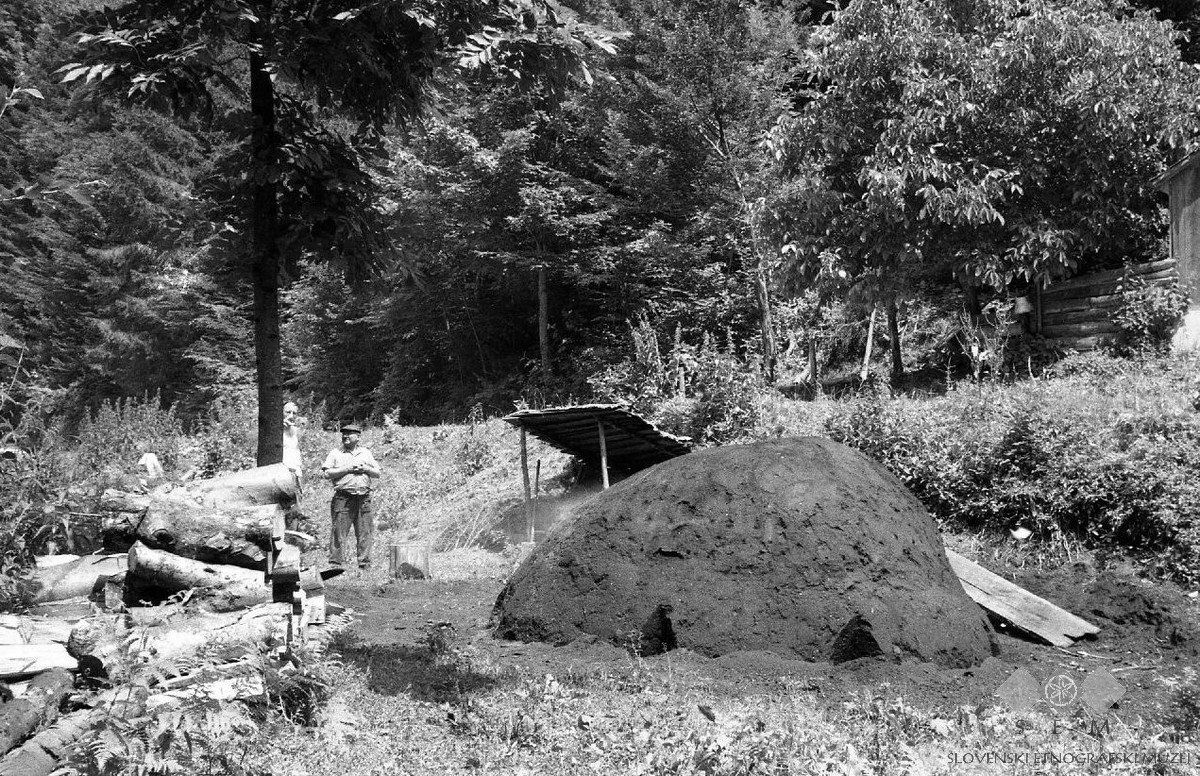
Kolenmeiler bij het dorp Boharina, in Noordoost-Slovenië (1963)

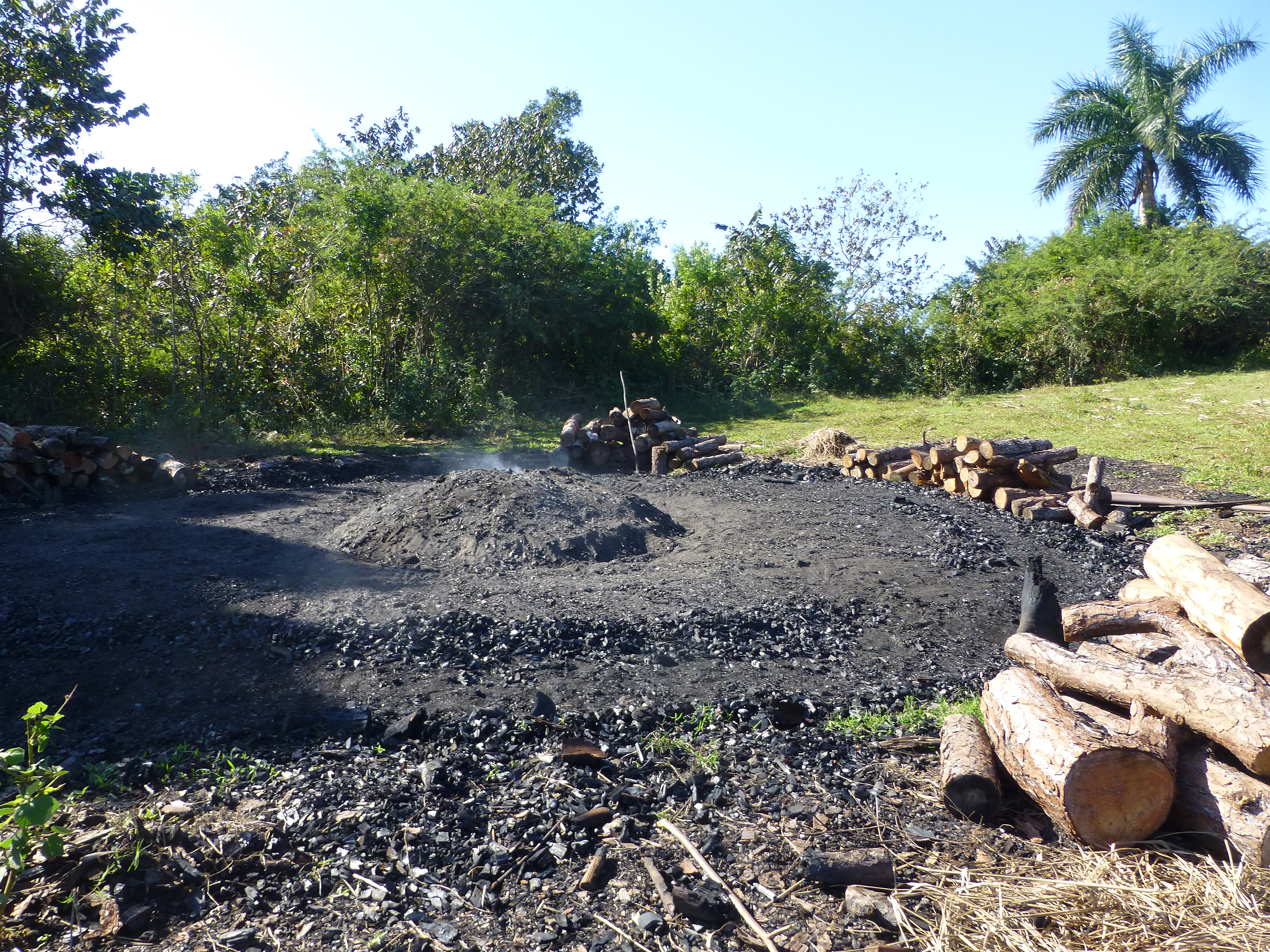
De houtskool is gebrand en afgevoerd, de meiler afgebroken. Viñales-vallei, Cuba (2015)

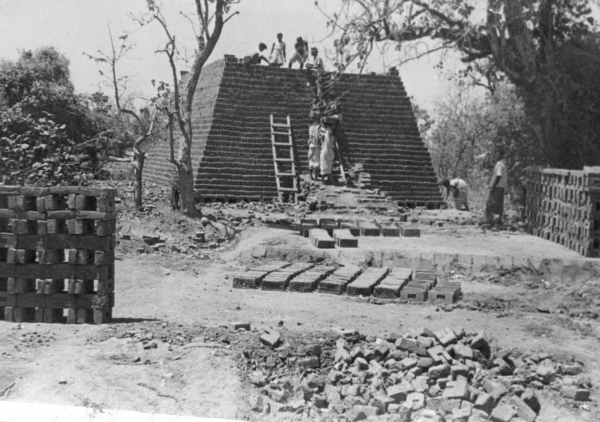
Veldoven (bhata) in India in 1950. De afmeting is 12×12 meter bij een hoogte van 6 meter. Voor het bakken van 60.000 stenen van 30 centimeter lang was dertig ton steenkool nodig.

Een meiler of mijler is een tijdelijke constructie om houtskool te bereiden door pyrolyse, de droge destructieve destillatie van hout.
Een houtskoolmeiler bestaat uit een enkele meters grote stapel van ongeveer 160 cm lange, ontschorste stammen met voldoende tussenruimte. Het geheel wordt luchtdicht afgedekt met vochtige plaggen en een laag zand. Onderaan zijn er een paar luchtgaten, die kunnen worden afgesloten. Wanneer er voldoende hout is opgestapeld, dekt de kolenbrander de meiler af met plaggen en een laag zand en steekt de meiler in brand. Na minstens een maand branden, waarbij de lucht- en rookgaten voortdurend veranderd worden, koelt het geheel enkele weken af. De stapel wordt ontmanteld en de houtskool afgevoerd. De meilenbouwers en kolenbranders woonden in plaggenhutten in de buurt van de meilers. Op de plaats waar een meiler heeft gestaan, zijn nog rode verkleuringen in het zand te zien.
Meilers of vergelijkbare constructies zijn ook gebruikt voor de productie van ijzer en baksteen.

## Stookproces
Voor het stoken laat men het hout drogen, maar volkomen droog wordt het in de open lucht niet. 
Aanvankelijk worden de luchtgaten ruim geopend om een verbrandingsproces op gang te brengen en een hoge temperatuur tot stand te brengen. Wanneer de temperatuur hoog genoeg is, sluit de kolenbrander de luchtgaten, omdat anders te veel hout volledig zou verbranden. Het tijdig sluiten van de luchtgaten is een werk dat nauw luistert. Dit is een reden dat houtskoolbranden vrijwel altijd aan geoefende vaklui werd overgelaten. Als de houtstapel geheel verkoold is, wacht de kolenbrander nog enkele dagen voordat hij de meiler opent. Niet alleen kan de houtskool dan afkoelen, bij te vroege opening zou de hele stapel in brand kunnen vliegen doordat de hete houtskool in contact komt met ruim voldoende zuurstof.

## Geschiedenis
De techniek van houtskoolmeilers bestaat vermoedelijk al zo lang als de mens de behoefte heeft aan extreem hoge temperaturen voor met name de productie van ijzer. Meilerkuilen zijn aangetroffen in ijzertijdnederzettingen en in inheems-Romeinse en Germaanse woonplaatsen in Oost-Nederland op plaatsen waar ijzeroer werd gewonnen. Een van de oudste meilervelden in Nederland is in 2002-2003 ontdekt ten zuidoosten van Zutphen: daterend uit de 9e eeuw. Hier zijn resten van circa 350 meilerkuilen aangetroffen voor de productie van houtskool uit eikenhout. Deze kolenbranderij bij Zutphen (vermoedelijk waren het ongeveer 500 meilers in totaal) betekende in korte tijd het einde van een eikenbos van twaalf hectare. Ook hier diende de houtskool voor winning en verwerking van ijzer. 

### Veluwe
Op de Veluwe is tot in de eerste helft van de twintigste eeuw op grote schaal houtskool geproduceerd. De familienaam Kolenbrander komt, niet geheel toevallig, veel voor op de Veluwe.
De laatste houtskoolbranderij van Nederland bevond zich in het Veluwse Uddel. Vanaf 1850 werd dit bedrijf gerund door de Uddelse familie Beekman. Het bedrijf bevond zich bij het Bleekemeer. Toen men van de provincie Gelderland geen toestemming kreeg om uit te breiden, verhuisde het bedrijf in 1996 naar Almelo. Het ging daar verder onder de naam Carbo. Toen het in 2013 failliet ging was het de laatste houtskoolproducent in de Benelux.

## Steenfabricage
Ook in de baksteenproductie werden meilers gebruikt, die vaak aangeduid werden als veldbrand of veldoven. De opbouw is enigszins te vergelijken met de houtskoolmeilers. Tussen de opgetaste stenen werd brandbaar materiaal gestapeld en de buitenkant werd dichtgesmeerd met klei, op rook- en luchtgaten na. De stenen konden in rechthoeken gestapeld zijn, of cirkelvormig voor een iets gelijkmatiger resultaat. Het bakproces duurde minstens vier weken en verschilde per regio, afhankelijk van de kleisoort, de gewenste kwaliteit en het steenformaat. 
Voor baksteen is een betere temperatuurbeheersing nodig dan met de primitieve Nederlandse veldovens mogelijk was, dus stenen uit het heetste deel konden gesinterd zijn en die uit koelere delen halfgaar of half gebakken. Hoewel men inventief was in het gebruik van uiteenlopende stenen, werd het gebrek aan kwaliteit en uniformiteit ook toen al bezwaarlijk gevonden. Vaste veldovens – soms aangeduid als waalovens – die van boven open waren, maar wel stenen muren hadden, leverden een beter product.